# Haarspit

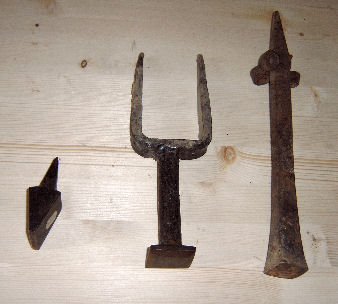
Haarspitten

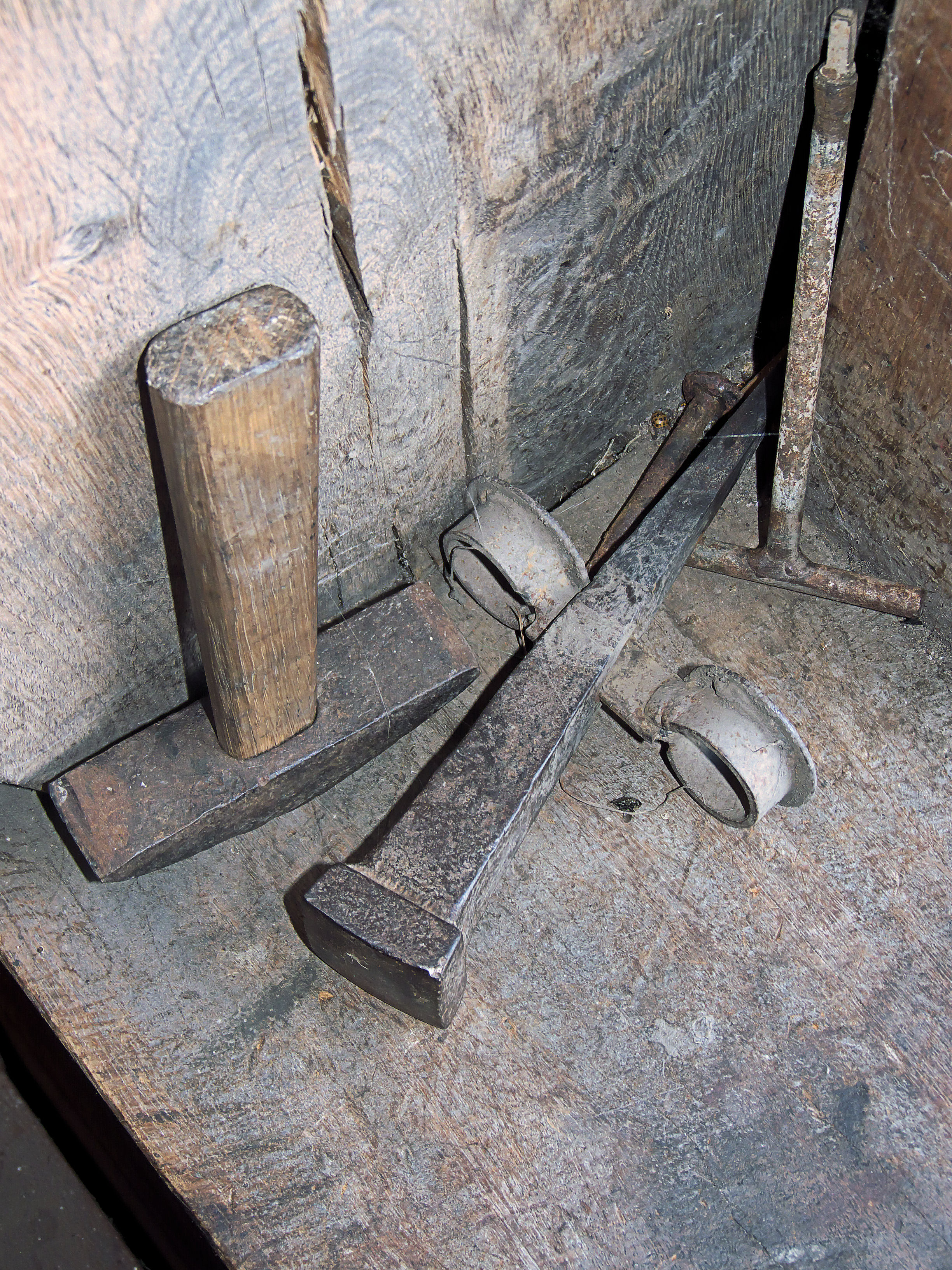
Haarhamer met haarspit

Een haarspit is een draagbaar aambeeld voor het haren van een zeis of zicht, in combinatie met een haarhamer.
De afbeelding toont drie typen haarspitten. Het linker wordt gebruikt door het met de punt in een boomstronk te slaan, in combinatie met een normale hamer. De middelste en rechter worden met de (op de foto naar boven wijzende) punt in de grond gestoken en gebruikt in combinatie met een haarhamer. 
In de sagen rond witte wieven speelt het werpen van een haarspit een belangrijke rol.